# شينجي أراماكي
شينجي أراماكي (باليابانية: 荒牧 伸志) (ولد في 2 أكتوبر 1960) هو مخرج أنمي ومصمم ميكانيكي ياباني من مواليد محافظة فوكوكا. كان عضوًا في أرتميك. اشتهر بالعمل على روبوتات الهيكل الخارجي وتصميم الميكا والسي جي في العديد من سلاسل الأنمي. في 29 نوفمبر 2018، أُعلن أنه هو وكينجي كامياما سيخرجان الموسم الأول لبليد رنر:بلاك لوتس، لأدلت سويم وكرانشي رول.

## وصلات خارجية
- شينجي أراماكي على موقع IMDb (الإنجليزية)
- شينجي أراماكي على موقع ألو سيني (الفرنسية)
- شينجي أراماكي على موقع أول موفي (الإنجليزية)
- شينجي أراماكي على موقع قاعدة بيانات الأفلام السويدية (السويدية)
- شينجي أراماكي على موقع قاعدة بيانات الفيلم (الإنجليزية)
- شينجي أراماكي على موقع كينوبويسك (الروسية)
- شينجي أراماكي على موقع ANN person (الإنجليزية)